# Saint-Lin (Deux-Sèvres)
Saint-Lin és un municipi francès situat al departament de Deux-Sèvres i a la regió de la Nova Aquitània. L'any 2007 tenia 375 habitants.

## Demografia

### Població
El 2007 la població de fet de Saint-Lin era de 375 persones. Hi havia 145 famílies de les quals 40 eren unipersonals (24 homes vivint sols i 16 dones vivint soles), 49 parelles sense fills, 40 parelles amb fills i 16 famílies monoparentals amb fills.
La població ha evolucionat segons el següent gràfic:
Habitants censats

### Habitatges
El 2007 hi havia 178 habitatges, 151 eren l'habitatge principal de la família, 13 eren segones residències i 14 estaven desocupats. 170 eren cases i 8 eren apartaments. Dels 151 habitatges principals, 105 estaven ocupats pels seus propietaris, 40 estaven llogats i ocupats pels llogaters i 5 estaven cedits a títol gratuït; 2 tenien una cambra, 11 en tenien dues, 21 en tenien tres, 28 en tenien quatre i 88 en tenien cinc o més. 107 habitatges disposaven pel capbaix d'una plaça de pàrquing. A 64 habitatges hi havia un automòbil i a 74 n'hi havia dos o més.

### Piràmide de població
La piràmide de població per edats i sexe el 2009 era:
| Homes | Edats   | Dones |
| ----- | ------- | ----- |
| 0     | 95 o +  | 0     |
| 4     | 90 a 94 | 8     |
| 0     | 85 a 89 | 8     |
| 0     | 80 a 84 | 8     |
| 4     | 75 a 79 | 4     |
| 16    | 70 a 74 | 8     |
| 4     | 65 a 69 | 8     |
| 16    | 60 a 64 | 12    |
| 8     | 55 a 59 | 8     |
| 0     | 50 a 54 | 0     |
| 4     | 45 a 49 | 0     |
| 28    | 40 a 44 | 8     |
| 12    | 35 a 39 | 12    |
| 28    | 30 a 34 | 16    |
| 4     | 25 a 29 | 24    |
| 0     | 20 a 24 | 0     |
| 12    | 15 a 19 | 0     |
| 0     | 10 a 14 | 24    |
| 16    | 5 a 9   | 8     |
| 16    | 0 a 4   | 12    |

## Economia
El 2007 la població en edat de treballar era de 234 persones, 177 eren actives i 57 eren inactives. De les 177 persones actives 156 estaven ocupades (87 homes i 69 dones) i 21 estaven aturades (8 homes i 13 dones). De les 57 persones inactives 26 estaven jubilades, 19 estaven estudiant i 12 estaven classificades com a «altres inactius».

### Ingressos
El 2009 a Saint-Lin hi havia 151 unitats fiscals que integraven 370 persones, la mediana anual d'ingressos fiscals per persona era de 13.261 €.

### Activitats econòmiques
Dels 12 establiments que hi havia el 2007, 1 era d'una empresa extractiva, 1 d'una empresa de fabricació de material elèctric, 2 d'empreses de fabricació d'altres productes industrials, 4 d'empreses de construcció, 1 d'una empresa de comerç i reparació d'automòbils, 1 d'una empresa d'hostatgeria i restauració, 1 d'una empresa de serveis i 1 d'una empresa classificada com a «altres activitats de serveis».
Dels 7 establiments de servei als particulars que hi havia el 2009, 3 eren paletes, 1 guixaire pintor, 1 fusteria i 2 restaurants.
L'any 2000 a Saint-Lin hi havia 18 explotacions agrícoles que ocupaven un total de 630 hectàrees.

## Poblacions més properes
El següent diagrama mostra les poblacions més properes.